# Jean-Clair Todibo
Jean-Clair Todibo (Cayenne, 1999. december 30. –) francia válogatott labdarúgó, a West Ham United játékosa.

## Pályafutása

### Klubcsapatokban
Jean-Clair Todibo 2016-ban csatlakozott a Toulouse akadémiájához. 2018. augusztus 19-én mutatkozott be a Ligue 1-ban; a Girondins Bordeaux ellen kezdőként 89 percet játszott, csapata pedig 2–1-re megnyerte a bajnokit.
2019. január 8-án Todibo megállapodást kötött a Barcelonával, hogy szerződése lejárta után, 2019 nyarától a katalán csapatban folytatja pályafutását. Végül január 31-én a Barcelona bejelentette, hogy már az aktuális átigazolási időszakban szerződteti Todibót, aki a klub huszonkettedik francia játékosa lett és a hatos számú mezt kapta új csapatánál. A bajnokság 13. fordulójában, a SD Huesca elleni bajnokin mutatkozott be a katalán csapatban. 
2020. január 15-én kölcsönben a német Schalke 04 csapatához került a szezon hátralevő részére.
2020. október 5-én a portugál Benfica kölcsönvette a következő két szezonra, és végleges vásárlási opciót is szerzett a játékjogára.
2021. február 1-jén Todibo kölcsönbe került a francia élvonalbeli OGC Nice csapatához. 2024. augusztus 10-én kölcsönbe szerződött a West Ham United csapatához a 2024–25-ös szezonra. A szerződés vásárlási kötelezettséget tartalmazott, amelyet a szezon végén aktiváltak.

## Sikerei, díjai
- Barcelona
  - Spanyol bajnok: 2018–2019

## Statisztika

### Klubcsapatokban
2022. május 21-i adatok.
| Klub               | Szezon         | Bajnokság                       | Bajnokság     | Bajnokság | Országos kupa | Országos kupa | Nemzetközi kupa | Nemzetközi kupa | Egyéb         | Egyéb | Összesen      | Összesen |
| Klub               | Szezon         | Bajnokság                       | Pályára lépés | Gól       | Pályára lépés | Gól           | Pályára lépés   | Gól             | Pályára lépés | Gól   | Pályára lépés | Gól      |
| ------------------ | -------------- | ------------------------------- | ------------- | --------- | ------------- | ------------- | --------------- | --------------- | ------------- | ----- | ------------- | -------- |
| Toulouse B         | 2016–17        | Championnat de France Amateur 2 | 1             | 0         | —             | —             | —               | —               | —             | —     | 1             | 0        |
| Toulouse B         | 2017–18        | Championnat National 3          | 8             | 0         | —             | —             | —               | —               | —             | —     | 8             | 0        |
| Toulouse B         | Összesen       | Összesen                        | 9             | 0         | —             | —             | —               | —               | —             | —     | 9             | 0        |
| Toulouse           | 2018–19        | Ligue 1                         | 10            | 1         | 0             | 0             | —               | —               | —             | —     | 10            | 1        |
| Toulouse           | Összesen       | Összesen                        | 10            | 1         | 0             | 0             | —               | —               | —             | —     | 10            | 1        |
| Barcelona          | 2018–19        | La Liga                         | 2             | 0         | 0             | 0             | 0               | 0               | —             | —     | 2             | 0        |
| Barcelona          | 2019–20        | La Liga                         | 2             | 0         | 0             | 0             | 1               | 0               | —             | —     | 3             | 0        |
| Barcelona          | Összesen       | Összesen                        | 4             | 0         | 0             | 0             | 1               | 0               | 0             | 0     | 5             | 0        |
| Schalke 04         | 2019–20        | Bundesliga                      | 7             | 0         | 2             | 0             | —               | —               | —             | —     | 9             | 0        |
| SL Benfica         | 2020-21        | Primeira Liga                   | 0             | 0         | 2             | 0             | 0               | 0               | 0             | 0     | 2             | 0        |
| OGC Nice (kölcsön) | 2020-21        | Ligue 1                         | 15            | 1         | 2             | 0             | 0               | 0               | 0             | 0     | 17            | 1        |
| OGC Nice           | 2021-22        | Ligue 1                         | 36            | 1         | 4             | 0             | 0               | 0               | 0             | 0     | 40            | 1        |
| Karrier összes     | Karrier összes | Karrier összes                  | 81            | 3         | 10            | 0             | 1               | 0               | 0             | 0     | 92            | 3        |